# チュメニ駅
チュメニ駅（チュメニえき、Станция Тюмень）はロシア連邦チュメニ州のチュメニにある鉄道駅である。

## 概要
1885年に開業した。